# نگون‌سار برگ‌گرد جنگلی
نگون‌سار برگ گرد جنگلی (نام علمی: Cyclamen coum) گیاهی پایا و چند ساله و نام یکی از گونه‌های سردهٔ نگون‌سار یا سیکلامن است. این گیاه دارای برگ‌های گرد و قلبی شکل و مسطح و مرمری شده و گل‌های کوچک با سایه‌های مختلف از رنگ‌های سفید، صورتی میخکی، ارغوانی روشن و قرمز است. ارتفاع آن در حدود ۷ و نیم سانتیمتر است. نگون‌سارها از نظر زمان گل دادن، دارای انواع بهاره و پاییزی هستند. این نوع در اواخر زمستان یا اوائل بهار، گل می‌دهد. با وجود اینکه نگون‌سارهای معمولی در خاکی مرطوب و حاوی موادآلی بهترین وضع رشد و نمو را از خود نشان می‌دهند، این نوع نگون‌سار در خاک‌های ضعیف و در زیر درختان به شرط آن که کمی مالچ یا کود سرک به آن‌ها داده شود، باز هم می‌رویند و به گل می‌نشینند. این نوع نگون‌سار آزادانه بذر خود را می‌پراکند و شاید به ازای هر پنج سال یک بار به تقسیم بوته یا جداسازی و کاشت غده‌ها در اواخر بهار یا پاییز نیاز دارند. این گیاه از راه کاشت بذر گونه‌های مقاوم در بهار در گلخانه سرد تکثیر می‌شود.

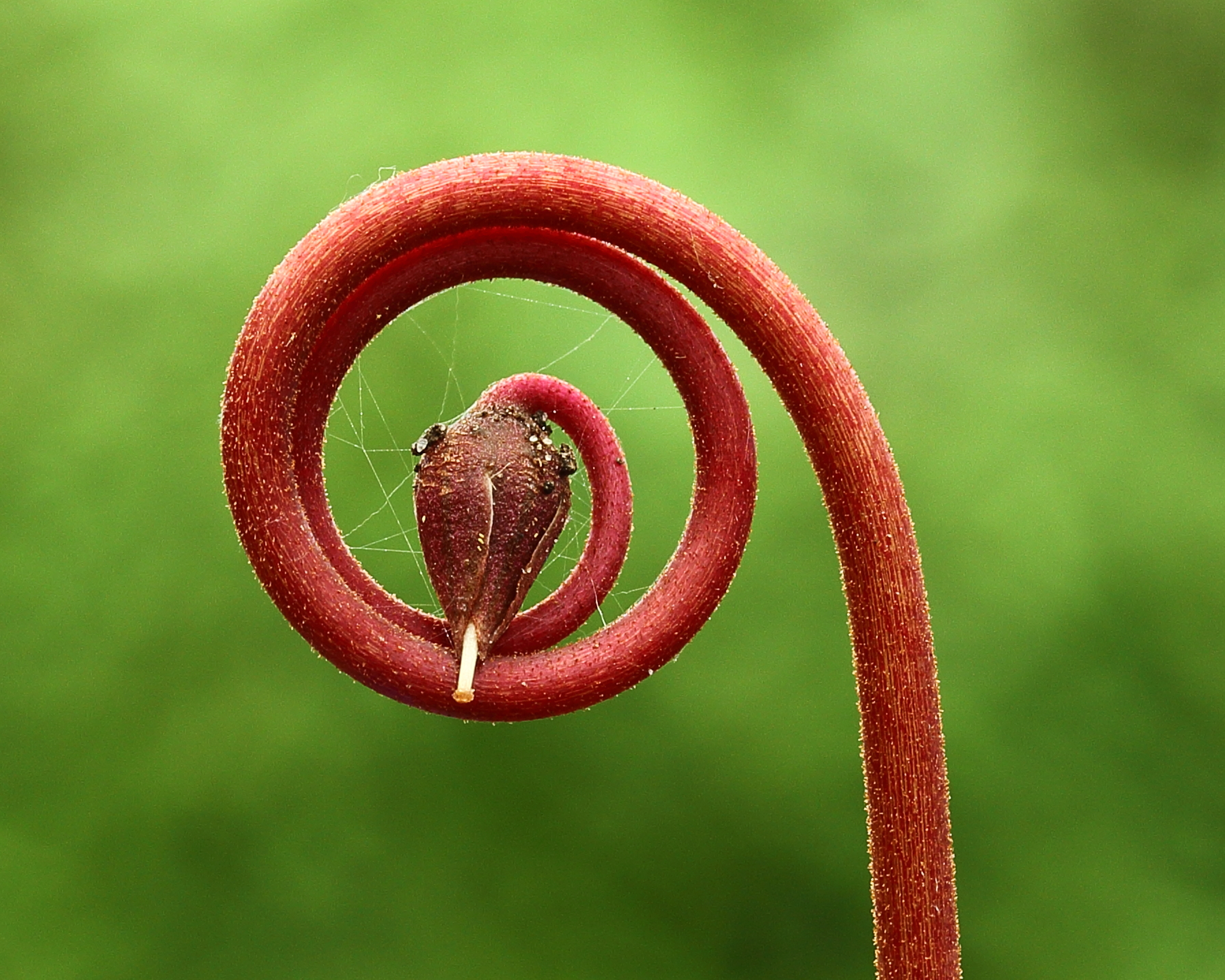